# The Circle (programma televisivo)
The Circle è un format televisivo del genere reality show inventato nel Regno Unito e prodotto dallo Studio Lambert (una compagnia di produzione televisiva britannica con sede a Londra e a Los Angeles) e dal Motion Content Group. Il programma è stato trasmesso per la prima volta su Channel 4 nel 2018 e successivamente è stato distribuito a livello internazionale da Netflix. Lo show è prodotto anche negli USA, in Francia e in Brasile.
Lo show propone una serie di concorrenti che vivono nello stesso complesso di appartamenti, completamente isolati dal mondo esterno, ma ognuno nel suo senza avere la possibilità di incontrare gli altri partecipanti. I giocatori vengono costantemente monitorati da telecamere e microfoni, e possono comunicare solamente tramite un social media ad attivazione vocale chiamato "The Circle". I concorrenti possono essere eliminati ("bloccati") durante tutto il corso della competizione fino al momento in cui ne rimane solo uno che vince un premio in denaro.

## Storia

### Origine
L'idea originale del format è stata di Tim Harcourt, il direttore creativo dello Studio Lambert che produce la versione britannica e americana dello spettacolo. Egli si chiese come sarebbe stato un reality in cui i protagonisti non si fossero potuti incontrare mai faccia a faccia, e pensò anche a un documentario a "volo d'uccello" ("bird's-eye view"), cioè basato sul fatto che i concorrenti sono sorvegliati come se un uccello volasse su di loro osservandoli continuamente. Tim Harcourt iniziò a lavorare al progetto quando sentì che la rete televisiva Channel 4 era interessata a un format per un reality show avente come tema centrale i social media.

### Il successo nazionale
La prima versione del format è stata quella britannica; il suo esordio in tv è avvenuto il 18 settembre 2018. Una seconda stagione, confermata pochi mesi dopo la fine della prima, è iniziata il 24 settembre 2019.
Pochi giorni dopo la fine della prima edizione, per il successo ottenuto e dato che, sui 1,2 milioni di telespettatori totali, la maggior parte era di età tra i 16 e i 34 anni, la serie fu definita dalla rivista "Broadcast" il "profilo più giovane" di Channel 4 in sei anni, e iniziarono le discussioni sulle possibili versioni internazionali.

### Il successo internazionale
L'8 ottobre 2018 Netflix annunciò l'inizio della collaborazione con All3Media, una società di produzione televisiva e multimediale indipendente britannica per creare tre versioni internazionali, tutte disponibili su Netflix.
Brandon Riegg, il vicepresidente di Netflix, dichiarò che secondo loro il progetto poteva avere un enorme successo data la peculiare combinazione di interazione e competizione tra i partecipanti, che sintetizzava il modo d'interagire dei social network. La prima versione internazionale fu quella americana, apparsa per la prima volta il 1º gennaio 2020; pochi mesi dopo venne lanciata la versione brasiliana, che iniziò l'11 marzo 2020, e infine venne prodotta anche la versione francese del format, che ha visto il suo esordio il 9 aprile 2020.
| Paese       | Titolo            | Anno      |
| ----------- | ----------------- | --------- |
| Regno Unito | The Circle        | 2018/2019 |
| Stati Uniti | The Circle        | 2020      |
| Brasile     | The Circle Brasil | 2020      |
| Francia     | The Circle Game   | 2020      |

### Somiglianze
La serie è stata accostata più volte, dal periodico "Rolling Stone" o dal sito web Polygon, alla serie TV britannica di grande successo Black Mirror, e più in particolare all'episodio Nosedive. La somiglianza è data dall'analogia sul tema trattato, ossia l'impatto e le conseguenze sulla vita dell'uomo delle nuove tecnologie, come ad esempio i social network. Nel caso di The Circle le nuove tecnologie e i nuovi mezzi di comunicazione sono studiati da un punto di vista sociale,  mentre in Black Mirror anche sotto altri aspetti. L'accostamento all'episodio Nosedive di Black Mirror è suggerito dal fatto che, proprio come avviene in The Circle, i partecipanti valutano gli altri secondo il personale grado di apprezzamento.

Il tipo di format è stato definito da "Rolling Stone" come un “reality show in stile Big Brother", per la somiglianza con il format di Big Brother, un reality olandese. Infatti, proprio come in The Circle, Big Brother isola un gruppo di persone dal mondo esterno e permette ai concorrenti di scegliere chi eliminare; tuttavia, Big Brother colloca i concorrenti tutti insieme in uno stesso appartamento.

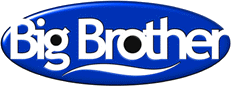
Logo internazionale di Big Brother

The Circle è inoltre stato paragonato a Catfish, un docu-reality statunitense che racconta le verità e le bugie delle relazioni online. Infatti se in Catfish la falsità che invade il web è l'argomento principale, anche in The Circle è uno degli elementi più importanti, dato che si permette ai concorrenti di alterare la soggettività e personalità  .
Inoltre The Circle assomiglia alla serie televisiva britannica Too Hot to Handle, in cui i partecipanti vivono in uno stesso appartamento senza avere la possibilità di intrattenere alcun tipo di effusione o rapporto sessuale, rischiando altrimenti penalizzazioni sul premio in denaro. Quindi, proprio come in The Circle, si cerca di analizzare l'effetto di una determinata privazione sulle interazioni sociali di un definito gruppo di persone.

## Il format

### Funzionamento
Il format di The Circle prevede una serie di concorrenti o "giocatori" (il cui numero varia tra 14 e 15) ed è ambientato in quasi tutte le versioni a Salford nel Regno Unito. I concorrenti però non possono mai incontrarsi faccia a faccia dato che vivono isolati dagli altri, ognuno nel proprio appartamento individuale.
Inoltre possono decidere se presentarsi come loro stessi o diventare un'altra persona, e la peculiarità di non sapere veramente le identità degli altri e di non poter intrattenere alcun tipo di contatto "ravviva la formula del reality show in tanti modi interessanti", come afferma Polygon. Quindi alcuni optano per l'onestà presentando realmente loro stessi, mentre altri decidono di sfruttare a pieno l'artificio dei social media per presentare persone di fantasia diventando così dei "pesci gatto" (che nel gergo dei social indica colui che si spaccia per un'altra persona, a volte per sperimentare la propria personalità, altre volte per il timore di non essere gradito dagli altri partecipanti e in altri casi semplicemente per trovare il modo più efficace di vincere il premio in denaro). Ad esempio nella versione britannica un consulente di reclutamento di 26 anni, James Doran, si è reinventato come una madre single con un figlio angelico di nome Sammie; nella versione americana una modella con oltre 80 000 seguaci su instagram, Duval, ha usato la sua vera identità ma ha detto nella biografia di preferire "Tacos tutto il giorno ogni giorno"; così facendo ha insinuato negli altri concorrenti il dubbio sulla veridicità del suo profilo, dato che tutti hanno ritenuto tale preferenza inadeguata ad una modella così famosa.
I concorrenti possono comunicare dalle proprie stanze esclusivamente con un social network interno ad attivazione vocale, chiamato "The Circle". Tramite questo metodo di comunicazione, usato per creare i profili, scegliere le foto che possono far apparire al meglio la propria personalità, classificarsi in base a criteri di loro scelta e per creare chat di gruppo o chat private, i giocatori decidono chi verrà eliminato o "bloccato" dalla trasmissione. Quindi i concorrenti durante tutta la serie si "classificano" a vicenda dal primo all'ultimo posto, e alla fine le loro classifiche vanno a comporre una media finale.
Solitamente i giocatori con il punteggio più alto diventano di diritto "influencer", cioè i più popolari del gruppo, mentre quelli restanti rischiano di essere "bloccati". Tuttavia, nel processo di "blocco" si possono avere delle variazioni, che oscillano da casi in cui i giocatori con il punteggio più basso vengono eliminati immediatamente, a casi in cui è stata scoperta dagli altri concorrenti la veridicità sui profili degli influencer e episodi in cui più giocatori vengono bloccati insieme. Nel corso del programma quindi si vengono a creare vere e proprie fazioni tra i vari partecipanti per proteggersi l'un l'altro "in stile Il signore delle mosche", come la rivista statunitense "GQ" ha definito il reality. Nel momento in cui un concorrente viene bloccato è eliminato dal gioco, ma ha la possibilità di incontrare un giocatore ancora nel gioco, scatenando situazioni di imbarazzo o di pura felicità. Quindi il giorno dopo il blocco viene inviato un video messaggio a tutti i concorrenti ancora in gara rivelando se il profilo di colui che è stato eliminato era vero o falso. Nel finale i concorrenti si valutano a vicenda un'ultima volta, e chi si trova primo in classifica vince la "partita" e il premio in denaro, che può variare a seconda dell'edizione del programma. Alcune edizioni inoltre hanno inserito il premio "fan favorite", cioè un premio rappresentato da una piccola somma in denaro che viene dato al personaggio più acclamato dagli spettatori.

### Obiettivo
Il fine del programma è quello di "distillare l'essenza dei nostri tempi", cioè quello di analizzare come si comportano e come interagiscono le persone usando esclusivamente l'attuale forma di comunicazione più usata nel mondo, cioè i social network. Infatti, "siamo in un'era di social media è così che saremo definiti tra mille anni", secondo il giudizio di Shubham Goel, un designer di realtà virtuale di Danville (California), concorrente della versione americana.

## The Circle app
Ogni stanza degli appartamenti in cui alloggiano i concorrenti presenta uno schermo tramite il quale gli stessi possono interagire con il social media The Circle, avendo quindi la possibilità di intrattenere conversazioni con gli altri giocatori in ogni momento della loro vita quotidiana. The Circle è un social network funzionante tramite attivazione vocale, quindi tramite il quale i partecipanti possono dettare quello che verrà scritto nei messaggi, ma anche definire e scrivere emoji o hashtag di qualsiasi genere.
Ognuno inizia creandosi un proprio profilo e, come detto, può decidere se presentare un profilo veritiero o un fake, inventandolo di sana pianta o fingendosi un'altra persona per tutta la durata del reality, diventando così un "pesce gatto", come vengono definiti i profili falsi nel programma. Tutti devono includere la condivisione dell'età, lo stato della propria relazione sentimentale, una breve biografia e una loro foto, che verrà utilizzata come immagine profilo del loro account su The Circle. Giornalmente i giocatori hanno a disposizione la possibilità di condividere con gli altri un aggiornamento del loro stato, descrivendo i loro pensieri nell'arco della giornata o esclusivamente per condividere qualsiasi tipo di informazione rilevante, e a volte, dopo aver vinto un premio o aver superato delle specifiche prove, possono aggiungere una foto a loro scelta sul profilo.
Nel corso di un tipico episodio, The Circle chiede la partecipazione dei concorrenti a un minigioco, sul quale lo stesso Tim Harcourt ha dichiarato "alcuni giochi erano davvero buoni per legare tra di loro, altri erano utili per conoscersi meglio, altri erano utili per cercare di capire chi è un pesce gatto, altri avrebbero potuto essere più divisivi". La maggior parte degli episodi prevede anche un esercizio di valutazione da parte di tutti i giocatori, tramite il quale ognuno classifica gli altri partecipanti tramite il social media The Circle, dai quali viene poi stilato un punteggio medio che determina i giocatori di alta e di bassa classifica per ogni puntata, o in termini di The Circle gli "influencer", che hanno la possibilità di scegliere se i giocatori a rischio "blocco" vengono eliminati definitivamente.

## I concorrenti
Il numero dei concorrenti varia tra 14 e 15, scelti tra i 20-25 individui che sono stati selezionati per apparire nello show, insieme ai restanti che non hanno mai lasciato lo stato di standby e alla fine non sono mai apparsi nello show. Il profilo dei giocatori selezionati viene presentato nel primo episodio dello show, rivelando al telespettatore chi ha deciso di presentare sé stesso e chi invece ha optato per impersonare qualcun altro.
Tim Harcourt ha dichiarato in un'intervista a "Variety" che il tipo di format e le premesse del programma hanno permesso al team di casting di scegliere tra molti tipi di persone, e che il casting di The Circle risulta in netto contrasto con quelli di show come Real Housewives o Jersey Shore, dato che questi ultimi hanno "una banda di personaggi tutti alquanto simili", mentre il programma di Harcourt cerca di avere un gruppo di persone il più possibile diverse tra di loro. Inoltre Harcourt ha spiegato come non ci fosse un cast per lo show se non dopo la fine della prima stagione, dato che i primi otto protagonisti erano stati predeterminati e pianificati, ma ha anche specificato come in seguito dopo il successo diventare un concorrente di The Circle è diventata una fortuna. Spiegò anche come il team di produzione aveva deciso chi sarebbe stato più adatto a partecipare in base a chi aveva appena lasciato il gioco, riconoscendo che con tredici concorrenti non tutti i possibili candidati potevano partecipare.

## L'appartamento

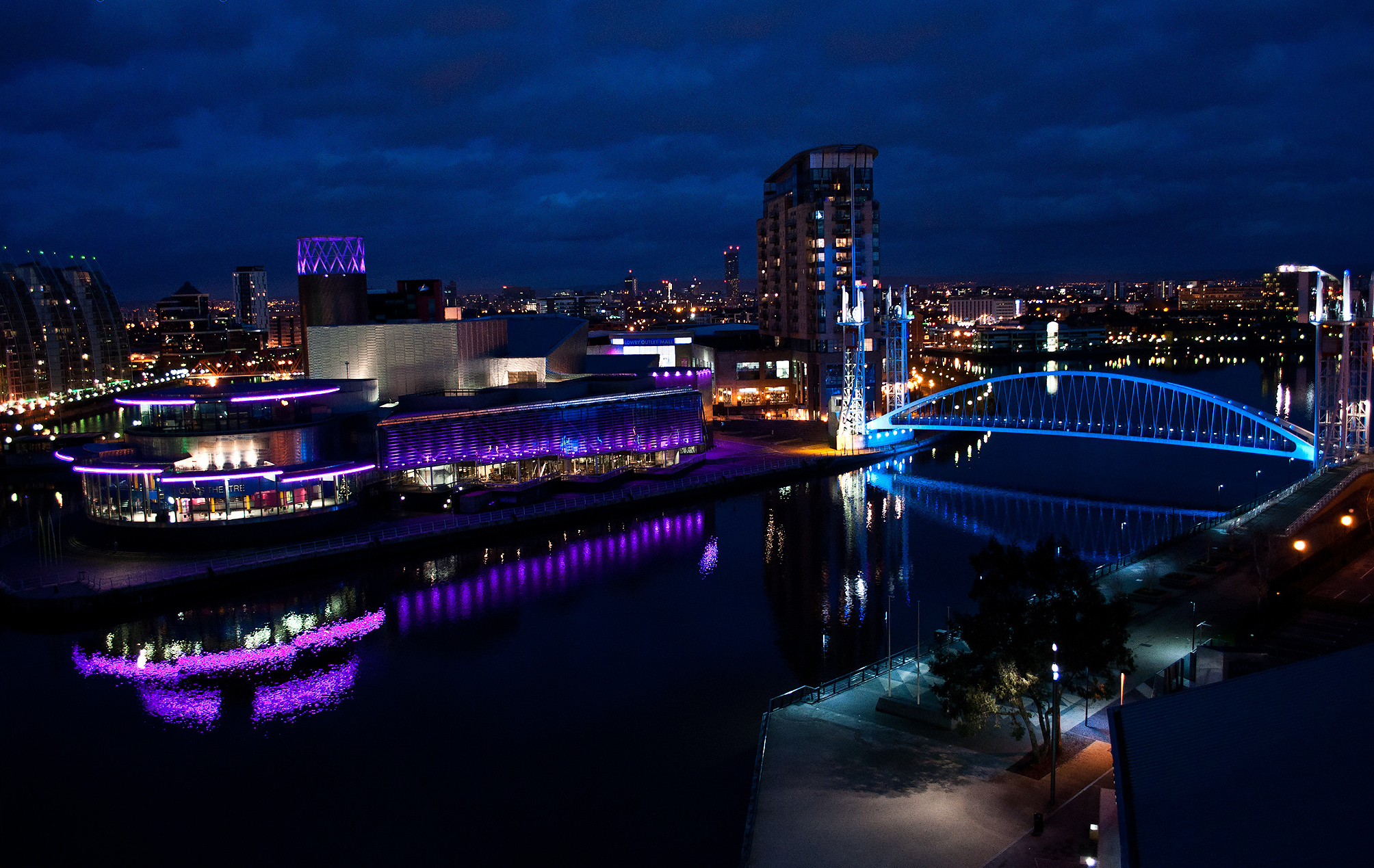
Salford Quays, Manchester

Quasi tutte le edizioni, tra cui la seconda stagione dell'edizione inglese, quella americana, brasiliana e francese di The Circle sono state girate nello stesso complesso di appartamenti a Salford, nel Regno Unito; la prima stagione dell'edizione inglese è stata invece girata a Londra. Il condominio a Salford è stato preparato con 12 appartamenti arredati sempre pronti all'uso per i concorrenti. L'edificio presenta in ogni singolo appartamento telecamere e schermi televisivi, e inoltre dispone anche di una palestra e di una sala sul tetto, le quali presentano come tutte le stanze,  sistemi di videosorveglianza e diversi modi per interagire con l'app The Circle. Esiste anche una stanza nell'edificio che viene chiamata "stanza delle testimonianze", nella quale i giocatori bloccati possono recarsi per creare il loro video d'addio ai giocatori rimanenti svelando chi sono davvero. All'esterno dell'edificio si trova un cerchio di grandi dimensioni con il solo scopo ornamentale, costruito con una pista di alluminio di circa 25 metri di diametro con diverse luci LED dentro e intorno alla costruzione. L'ex campus universitario che si trovava davanti all'edificio, ormai dismesso, era diventato la sala di controllo tramite la quale i 20-30 produttori e operatori di telecamere lavoravano, registravano e inviavano tutti i messaggi tramite l'app The Circle.

## Edizioni

### The Circle UK
L'edizione inglese di The Circle è quella originale e presenta due stagioni in totale, anche se a marzo 2020 è stato annunciato che il programma tornerà con una serie di celebrità nell'estate 2020, e che il vincitore dell'edizione donerà il premio in denaro a un ente di beneficenza scelto. La prima stagione è iniziata il 18 settembre 2018 e terminata l'8 ottobre 2018, è stata presentata da Sophie Willan, mentre nel primo e ultimo episodio sono state ospitate Maya Jama e Alice Levine. La seconda stagione è iniziata il 24 settembre 2019 e si è conclusa il 18 ottobre 2019, ed è stata presentata da Emma Willis. Per la prima stagione le valutazioni sugli altri concorrenti sono state fatte tramite stelle, che potevano variare da 1 a 5 in base alle preferenze, mentre nella seconda si è passati a una classifica personale in cui ognuno può indicare i giocatori dal più al meno favorito. Il vincitore della prima edizione è stato un comico di 26 anni, Alex Hobern, che si era finto una donna di 25 anni di nome Kate usando le foto della sua ragazza reale Millie, vincendo così il premio in denaro di £ 50 000 (€ 56 842 in data 03/05/2020) ma anche il premio "fan favorite", che va al preferito del pubblico, di £ 25 000 (€ 28 421 in data 03/05/2020), vincendo un totale di £ 75 000 (€ 85 264 in data 03/05/2020). Nella seconda stagione invece il vincitore è stato Paddy Smyth per quanto riguarda il premio in denaro, che ammontava a £ 70 000 (€ 79 579 in data 03/05/2020), mentre il premio per il preferito del pubblico è andato a Tim Wilson, che vinse £ 30 000 (€ 34 105 in data 03/05/2020).
| Stagione             | Inizio            | Fine            | Episodi | Concorrenti | Vincitore e premio                | Vincitore e premio | Vincitore "fan favourite" e premio | Vincitore "fan favourite" e premio |
| -------------------- | ----------------- | --------------- | ------- | ----------- | --------------------------------- | ------------------ | ---------------------------------- | ---------------------------------- |
| 1                    | 18 settembre 2018 | 8 ottobre 2018  | 18      | 15          | Alex Hobern (come "Kate")         | £ 50.000           | Alex Hobern (come "Kate")          | £ 25.000                           |
| 2                    | 24 settembre 2019 | 18 ottobre 2019 | 22      | 15          | Paddy Smyth                       | £ 70.000           | Tim Wilson                         | £ 30.000                           |
| The Celebrity Circle | 9 marzo 2021      | 15 marzo 2021   | 6       | 12          | Lady Leshurr (come "Big Narstie") | N/A                | N/A                                | N/A                                |
| 3                    | 16 marzo 2021     | 9 aprile 2021   | 21      | 15          | Natalya Platonova (come "Felix)   | £100.000           | N/A                                | N/A                                |

### The Circle USA
L'edizione americana di The Circle conta al momento sette stagioni, disponibili sulla piattaforma di streaming Netflix. La prima, uscita nel gennaio 2020, è stata interamente presentata da Michelle Buteau e ha visto come vincitore Joey Sasso, che si è aggiudicato il premio di $ 100.000, mentre il premio "fan favourite", dal valore di $ 10.000 è stato aggiudicato a Sammie Cimarelli, classificatasi al terzo posto.
Visto il successo dell’edizione americana, Netflix ha annunciato una seconda e una terza stagione, andate entrambe in onda nel 2021, a distanza di circa 5 mesi: la seconda stagione ha visto come vincitrice DeLeesa St. Agathe, prima concorrente a vincere il programma dopo aver partecipato come “fake” nei panni di suo marito Trevor, mentre il premio “fan favourite” è stato vinto da Chloe Veitch, seconda classificata, già partecipante del reality di successo Too Hot To Handle targato Netflix. La terza stagione è stata invece vinta da James Andre Jefferson Jr., primo vincitore ad essere entrato in corsa a programma già avviato, mentre il premio “fan favourite” è stato consegnato a Keisha “Kai” Ghost, classificatasi al terzo posto.
Nell'agosto 2021, la serie è stata rinnovata per una quarta e una quinta stagione, andate in onda entrambe nel 2022 a circa 7 mesi di distanza. La quarta stagione, con la partecipazione esclusiva delle due Spice Girls Emma Bunton e Mel B, ha visto Frank Grimsley accaparrarsi i $ 100.000 e Josh “Bru” Brubaker, eliminato prima della finale, il premio “fan favorite”, che viene conferito per l’ultima volta. La quinta stagione ha visto la partecipazione di tutti concorrenti single, tra cui Raven Sutton, la prima concorrente sordomuta nella storia del programma, e ha visto trionfare Sam Carmona.
Dopo l’abbandono del complesso d’appartamenti utilizzato per le prime 5 stagioni e divenuto un reale condominio, la produzione si è sposata ad Atlanta, dove sono state girate la sesta e la settima stagione, entrambe andate in onda nel 2024 . La sesta stagione ha visto trionfare Brandon Baker nei panni della sua amica Olivia, secondo vincitore a vincere con un profilo “fake”, e per la prima volta non vi è stata la cena tra i cinque finalisti così come l’assenza di Michelle Buteau nella reunion finale.
La settima edizione, composta da 13 episodi, è iniziata mercoledì 13 settembre 2024 ed è terminata il successivo 3 ottobre.
| Stagione | Inizio            | Fine              | Episodi | Concorrenti | Vincitore e premio              | Vincitore e premio | Vincitore "fan favourite" e premio | Vincitore "fan favourite" e premio |
| -------- | ----------------- | ----------------- | ------- | ----------- | ------------------------------- | ------------------ | ---------------------------------- | ---------------------------------- |
| 1        | 1º gennaio 2020   | 15 gennaio 2020   | 12      | 14          | Joey Sasso                      | $ 100.000          | Sammie Cimarelli                   | $ 10.000                           |
| 2        | 14 aprile 2021    | 5 maggio 2021     | 13      | 11          | DeLeesa St. Agathe “Trevor”     | $ 100.000          | Chloe Veitch                       | $ 10.000                           |
| 3        | 8 settembre 2021  | 29 settembre 2021 | 13      | 13          | James Andre Jefferson Jr.       | $ 100.000          | Keisha "Kai" Ghost                 | $ 10.000                           |
| 4        | 4 maggio 2022     | 25 maggio 2022    | 13      | 13          | Frank Grimsley                  | $ 150.000          | Josh "Bru" Brubaker                | $ 10.000                           |
| 5        | 28 dicembre 2022  | 18 gennaio 2023   | 13      | 13          | Sam Carmona                     | $ 100.000          | N/A                                | N/A                                |
| 6        | 17 aprile 2024    | 8 maggio 2024     | 13      | 11          | Brandon Baker “Olivia”          | $ 100.000          | N/A                                | N/A                                |
| 7        | 13 settembre 2024 | 3 ottobre 2024    | 13      | 11          | Nicky e Jojo Scarlotta "Gianna" | $ 100.00           | N/A                                | N/A                                |

### The Circle Brasil
Dell'edizione brasiliana di The Circle (chiamata The Circle Brasil'' in Brasile) Netflix ha fatto uscire il trailer il 27 gennaio 2020. The circle Brasil è iniziata l'11 marzo 2020, ed è terminata il 25 marzo 2020. L'edizione è stata interamente presentata da Giovanna Ewbank, e il vincitore dell'edizione è stato Marina Gregory, che si è aggiudicata il premio di R$ 300 000 (€ 49 758 in data 03/05/2020), mentre la seconda classificata è stata Rayssa "Ray" Santos.
| Stagione | Inizio        | Fine          | Episodi | Concorrenti | Vincitore e premio | Vincitore e premio |
| -------- | ------------- | ------------- | ------- | ----------- | ------------------ | ------------------ |
| 1        | 11 marzo 2020 | 25 marzo 2020 | 12      | 14          | Marina Gregory     | R$ 300.000         |

### The Circle France
L'edizione francese di The Circle (chiamata The Circle Game in Francia) è stata mandata interamente in onda per la prima volta su Netflix il 9 aprile 2020, dopo essere stata girata nel dicembre del 2019 e annunciata il 26 marzo 2020. L'edizione è stata vinta da Romain Ben, che si è aggiudicato il premio di € 100 000, mentre la seconda classificata è stata Éléa.
| Stagione | Data di pubblicazione | Episodi | Concorrenti | Vincitore e premio | Vincitore e premio |
| -------- | --------------------- | ------- | ----------- | ------------------ | ------------------ |
| 1        | 9 aprile 2020         | 12      | 14          | Romain Ben         | € 100.000          |

## Accoglienza
The Circle USA è stato accolto positivamente da parte del pubblico, ottenendo recensioni positive da parte della critica. Il reality ha ottenuto sul sito web Rotten Tomatoes una approvazione dell'80% con un voto medio di 6 su 10 basata su 16 recensioni. L'edizione americana è inoltre diventata argomento di discussione nel sesto episodio della web serie I Like to Watch, dove le drag queen Trixie Mattel e Katya Zamolodchikova hanno reagito al primo episodio del reality.
Secondo Polygon il format di The Circle può risultare a primo impatto "un episodio mediocre di Black Mirror", ma in verità risulta come "uno sguardo divertente e spesso toccante sul modo in cui ci relazioniamo attraverso i social media" e "una meditazione stranamente dolce e deliziosamente surreale sulla vita dei nostri tempi". Inoltre il sito web conferma le reazioni positive definendolo anche come "una meditazione stranamente dolce e deliziosamente surreale sulla vita dei nostri tempi" dato che "gli argomenti sono sempre chiari e tutti sembrano divertirsi".
Il dirigente televisivo britannico Peter Bazalgette, che ha reso nota a livello mondiale Big Brother, che è anche la serie che molte volte è stata accostata a The Circle, ha pubblicato diversi commenti positivi sul format del reality, visto che ha mostrato "l'umanità dietro lo stereotipo" ed è risultato "un formato molto intelligente che tocca un nervo molto contemporaneo - Le persone sono ciò che sembrano online?".
Jerrica Tisdale di Screen Rant ha definito il format di The Circle come "da vedere", commentando che oggigiorno è comune "sviluppare intere relazioni solo attraverso interazioni digitali", cioè proprio quello che il reality cerca di esplorare e studiare.
Megh Wright di "Vulture" ha proclamato The Circle come una "serie affascinante" che fornisce un "riflesso brutalmente onesto del modo fratturato con il quale tentiamo di connetterci tra di noi oggi".
Kate Knibbs di "Wired" lo ha definito come "il miglior programma televisivo su Internet " che "in realtà si prende il suo posto tra il pubblico, drammatizzando l'esperienza delle interazioni sociali online in tutta la loro frizzantezza e scivolosità".
Il presentatore e il produttore esecutivo di Catfish, Nev Schulman, ha dichiarato diverse critiche nei confronti di The Circle in un'intervista a "People". Il produttore ha affermato che "quando rimuovi il realismo e le personalità realistiche con personalità normali, è meno divertente del realismo". Ha anche espresso una profonda delusione per l'uso della parola "pesce gatto", dato che definisce "una persona problematica che, per qualsiasi numero di ragioni e battaglie personali, si è trovata a creare un profilo di varia veridicità per esplorare, interagire e scoprire sé stessi", mentre su The Circle ci si limita a usare il termine per definire qualcuno un bugiardo. Ma Nev Schulman ha anche ammesso che continua a seguire e apprezzare la serie.
Isaac Feldberg di "Fortune" ha invitato i lettori a non guardare The Circle a causa del "modo aggressivo e irritante in cui le serie sono state messe insieme".
Il periodico "GQ" ha notato come nel finale di The Circle UK è stato commesso un grosso errore, dato che mentre venivano oscurate le valutazioni che i concorrenti si davano l'un l'altro, al fine di mantenere una sorpresa il risultato complessivo, quest'ultimo alla fine non è mai stato detto ai telespettatori o ai giocatori, ma il programma si è limitato ad annunciare il vincitore e a consegnarglielo in modo esclusivo. La rivista ha anche affermato che "non è stato solo frustrante, poiché non abbiamo mai scoperto fino a che punto i vari finalisti fossero responsabili del risultato finale, ma è stata un'occasione mancata dato che il dramma dei giocatori che hanno scoperto se avevano valutato troppo tatticamente o generosamente i propri avversari sarebbe stato avvincente".

## Riconoscimenti
- National Television Awards
  - 2020 - Candidato come Challenge show[30]